# Arbeitskreis Neue Erziehung
Der Arbeitskreis Neue Erziehung (ANE) ist ein gemeinnütziger eingetragener Verein mit Sitz in Berlin. Bekannt ist er durch seine Elternbriefe, die Familien in ganz Deutschland zur Verfügung gestellt werden. Finanziert werden diese vom Bundesministerium für Familie, Senioren, Frauen und Jugend sowie von mehreren Bundesländern. Außerdem organisiert der Arbeitskreis Veranstaltungen zum Thema Erziehung und bietet Beratung für Familien an.

## Geschichte
Im Jahr 1946 wurde der Arbeitskreis Neue Erziehung von Eltern und Lehrern gegründet, um dem Erziehungskonzept der Zeit des Nationalsozialismus ein demokratisches entgegenzusetzen. Anlass für die ersten Informationsblätter, die der Kreis herausgab, waren Wahlen der Elternausschüsse nach dem Erlass des Gesetzes über die Einheitsschule. 1951 wurde die „Arbeitsgemeinschaft“ zum Verein „Arbeitskreis Neue Erziehung e. V.“ und Mitglied der deutschen Sektion im Weltbund für Erneuerung der Erziehung (New Education Fellowship) – einer Vereinigung von Schulreformern aus aller Welt. Zu dieser Zeit bekam der Arbeitskreis erstmals staatliche Zuwendungen. Die Themen im Arbeitskreis waren zu dieser Zeit die Abschaffung von Prügelstrafe und Konfessionsschulen, sowie die Einführung von Koedukation, achtjähriger Grundschule und Mitarbeit der Eltern in der Schule.
In den 1960er Jahren richtete der Arbeitskreis seine Angebote zunehmend auf Eltern mit Kleinkindern aus und bot immer mehr Veranstaltungen an. 1971 erweiterte der Verein seinen Namen in „Arbeitskreis Neue Erziehung e. V. für Familie, Schule und Gesellschaft“ und begann, gemeinsam mit anderen Organisationen wie der Gewerkschaft Erziehung und Wissenschaft (GEW) und dem Landeselternausschuss unmittelbaren Einfluss auf die Schulpolitik in Berlin auszuüben, indem er etwa Stellungnahmen zum Schulverfassungsgesetz (1974) herausgab und eine Kampagne gegen Klassenauflösungen (1976) initiierte. In den 1980er Jahren rückte die Frage nach der Integration von Eltern nicht-deutscher Herkunft in den Mittelpunkt der Vereinsarbeit: Griechische, spanische, jugoslawische und türkische Eltern beteiligten sich. Der Arbeitskreis begleitete die Gründung des Türkischen Elternvereins Berlin. Der Verein ist seit seiner Gründung eine Non-Profit-Organisation.

## Leitlinien
Dem Arbeitskreis neue Erziehung geht es darum, Eltern bei der Erziehung zu unterstützen. Darüber hinaus soll Eltern, Kindern und Jugendlichen ermöglicht werden, selbst an gesellschaftlichen Prozessen teilzunehmen. Der Verein will ihnen ein Forum dafür bieten. Ein interkultureller Ansatz ist dem Verein dabei wichtig. Weiterhin engagiert er sich dafür, dass die Rechte von Kindern zunehmend durchgesetzt werden und sie sich mehr am demokratischen Geschehen in Europa beteiligen. Die Projekte des Vereins zielen darauf ab, Eltern und Kinder zu einem friedlichen, von gegenseitigem Respekt geprägten Zusammenleben zu motivieren. Darüber hinaus betreibt ANE Lobbyarbeit für Familien.
Der Arbeitskreis neue Erziehung ist Unterzeichner der Initiative Transparente Zivilgesellschaft.

## Struktur
Der Verein besteht aus dem Vorstand (zwei Vorsitzende, ein Kassierer und bis zu vier Beisitzer), der Mitgliederversammlung (rund 200 Mitglieder) und der Geschäftsleitung. Der Vorstand ist immer mit Vertretern verschiedener Migrantengruppen besetzt.

## Schriftliche Hilfen

### Elternbriefe
Elternbriefe sind schriftliche Erziehungshilfen, die im Abonnement verschickt werden. In Berlin bekommen alle Eltern vier Briefe mit Tipps für die ersten Lebensmonate eines Kindes automatisch nach der Geburt. Danach entscheiden sich rund 70 Prozent von ihnen, Abonnenten zu werden. 46 Briefe werden den Eltern insgesamt zugeschickt, anfangs monatlich, später in größeren Abständen. Der Inhalt der Briefe richtet sich danach, in welcher Entwicklungsphase sich das Kind gerade befindet. Wenn das Kind acht Jahre alt wird, endet das Abonnement.
Seit inzwischen fast 50 Jahren gibt es die Elternbriefe, zurzeit werden sie an rund 500 000 Eltern in ganz Deutschland verschickt. 4,8 Millionen Briefe waren es 2008. In Berlin und 200 weiteren Städten ist das kostenlos, Druck und Versand werden vom jeweiligen Bundesland finanziert. In den fünfziger Jahren wurden das Modell der Elternbriefe zunächst aus Amerika übernommen und lediglich übersetzt, leicht modifiziert und zunächst nicht gedruckt, sondern als Radiosendung ausgestrahlt. Müttern wurde damals z. B. empfohlen, sie sollten ihre Babys dem Vater nur in sattem, sauberem und zufriedenem Zustand in die Arme legen. 1969 wurde aus der Radiosendung das Briefabonnement. In den siebziger Jahren entwickelte der Arbeitskreis dann eine eigene, wesentlich modernere Version. Damals entstanden auch andere Organisationen, die Elternbriefe herausgeben. Aber ANE blieb der Vorreiter. Der Arbeitskreis hat etwa als erstes den Kita-Besuch auch für unter Dreijährige empfohlen und die Trennung von Eltern thematisiert. Jedes Jahr werden die Elternbriefe aktualisiert, etwa, wenn Rechtsvorschriften geändert wurden. Eltern und andere Leser schicken E-Mails mit Anregungen, die oft in der neuen Version berücksichtigt werden. Eine Kinderärztin bemängelte zum Beispiel die Empfehlung von Majoranbutter gegen Erkältung als „bedenklich“. Solche Interventionen sind ausdrücklich erwünscht.
Alle zehn Jahre werden die gesamten Elternbriefe grundlegend überarbeitet.
Außer den regulären gibt es auch noch Briefe, die speziellere Themen behandeln, etwa zur Pubertät oder zur gewaltfreien Erziehung. Außerdem steht eine Fassung für Familien türkischer Herkunft zur Verfügung, u. a. zwischen 1999 und 2002 erstellt von Kemal Kurt. Weitere interkulturelle Angebote von Extrabriefen gibt es mit Adaptionen in 10 Sprachen.

### Schulbriefe
Zusätzlich zu den Elternbriefen ist der Verein seit 1980 auch für die so genannten Schulbriefe verantwortlich, die sich zurzeit noch auf Berlin beschränken. In ihnen geht es um Unterricht, Lernverhalten und Gefühlslage der Schüler, um die Funktionsweise der Ganztagsschule, den Umgang mit Schulproblemen und Hausaufgabenhilfe. Auch die Schulbriefe sollen Eltern über mehrere Jahre begleiten: In 17 Briefen, von der Schulanmeldung bis zum Übergang in die weiterführende Schule, die von den Lehrern verteilt werden. Die Themen reichen vom richtigen Frühstück über das Klima in der Klasse und Sexualaufklärung bis hin zur Fremdsprachenwahl und dem Umgang mit Drogenproblemen.
481 000 Schulbriefe sind es pro Jahr in Berlin. Jede Berliner Grundschule kann kostenlose Exemplare entsprechend der Schülerzahl abrufen. Mehr als 90 Prozent aller Berliner Grundschulen nehmen das Angebot an. Rund 160.000 Eltern haben die Briefe bereits bekommen. Des Weiteren stellt der Arbeitskreis auf seiner Homepage zweisprachige türkisch-deutsche „Schul-Infos“ zur Verfügung.

## Digitale Hilfen
Die Förderung der Online-Portale BundesweitesElternNetz (BEN) und „Aktiv für Kinder (a4k)“ ist ausgelaufen. Derzeit erarbeitet ANE im Projekt „Gewaltfreie Erziehung“ (gefördert vom Bundesamt für Migration und Flüchtlinge) digitale Medien. Es entstehen z. B. vier Kurzfilme, die über verschiedene Aspekte der gewaltfreien Erziehung in Deutschland informieren. Die Kurzfilme und die ANE-Extrabriefe zum Thema „Häusliche Gewalt“ sind in mehreren Sprachen verfügbar. In der ElternApp Bildungsguide, können sich Eltern in mehreren Sprachen über das Bildungssystem in Deutschland informieren.

## Beratung
ANE bietet eine Beratung (telefonisch und per E-Mail) zu den ANE-Schulbriefen für die Berliner Grundschule an.

## Zusammenarbeit mit anderen Elternorganisationen in der EU
Ein neuer Schwerpunkt des Arbeitskreises ist die Zusammenarbeit mit anderen Elternorganisationen in der EU. Im März 2009 organisierte der Arbeitskreis die Fachtagung „Demokratische Erziehung im Neuen Europa – Herausforderungen für Eltern und Familien“, um das ANE-Programm vorzustellen und Kooperationsvereinbarungen zu schließen. Die anderen Teilnehmer kamen von Organisationen aus der Slowakei, Rumänien, Belgien, Marokko, Finnland, sowie vom Deutschen Institut für Menschenrechte, vom Deutschen Roten Kreuz und dem Bundesforum Familie.
Vorgestellt wurde auch das europäische Projekt zum Thema Gewaltfreie Erziehung mit dem Titel „Mit Respekt geht’s besser!“ / „Respect Works Out!“, das der Arbeitskreis von April 2007 bis März 2009 koordiniert hat. Es wurde von dem Daphne II Programm der Europäischen Kommission finanziert. Neben ANE waren auch die polnische Stiftung Nobody's Children Foundation / Fundacja Dzieci Niczyje (FDN) und die britische National Society for the Prevention of Cruelty to Children (NSPCC) (Nationale Gesellschaft für die Verhütung von Grausamkeit gegen Kinder) beteiligt.
Bestandteile des Projekts sind ein neuer Elternbrief zum Thema „Mit Respekt geht’s besser“, der an je 50.000 Eltern in Deutschland, Polen und Großbritannien verteilt wird, eine Diskussionsreihe mit Eltern, Experten und Medienvertretern, sowie ein englischsprachiges Internetportal, das Organisationen und Institutionen auf internationaler Ebene miteinander verbinden soll.

## Auszeichnungen
Der Arbeitskreis wurde unter anderem mit dem Projektpreis der Jugend- und Familienstiftung Berlin ausgezeichnet, sowie mit dem Hanse-Merkur-Preis für Kinderschutz, beim Wettbewerb „www.weg“ des Bundesministeriums für Wirtschaft und Technologie, beim „Wettbewerb zur Integration von Zuwanderern“ des Bundespräsidenten und der Bertelsmann-Stiftung. Mit Erfolg hat der Arbeitskreis auch am Deutschen Präventionspreis 2006 teilgenommen, der von der Bertelsmann-Stiftung, dem Bundesministerium für Gesundheit und der Bundeszentrale für gesundheitliche Aufklärung ausgerichtet wurde.